# Passage de l'Industrie
Passage de l'Industrie är en passage i Quartier de la Porte-Saint-Denis i Paris tionde arrondissement. Passagens namn är av oklart ursprung. Passage de l'Industrie börjar vid Boulevard de Strasbourg 27 och slutar vid Rue du Faubourg-Saint-Denis 42.

## Omgivningar
- Saint-Laurent
- Impasse du 49-Faubourg-Saint-Martin
- Impasse Martini
- Passage Brady
- Passage du Désir

## Bilder
| - Gatuskylt. - Saint-Laurent. - Passage du Désir. |

## Kommunikationer
- Tunnelbana – linje  – Château d'Eau
- Busshållplats Château d'Eau – Paris bussnät

### Webbkällor
- ”Passage de l'Industrie”. Mairie de Paris. https://web.archive.org/web/20160303174124/http://www.v2asp.paris.fr/commun/v2asp/v2/nomenclature_voies/Voieactu/4618.nom.htm. Läst 30 november 2023.
- ”Passage de l'Industrie (10ème arrondissement)”. Les rues de Paris. https://web.archive.org/web/20160409103714/http://www.parisrues.com/rues10/paris-10-passage-de-l-industrie.html. Läst 30 november 2023.